# 埃本韦勒
埃本韦勒是德国巴登-符腾堡州的一个市镇。总面积10.13平方公里，总人口1180人，其中男性606人，女性574人（2011年12月31日），人口密度116人/平方公里。